# М'ясний ринок (Гарлем)
М'ясний ринок(нід. Vleeshal) — історична цегляна споруда доби пізнього Відродження в місті Гарлем (Нідерланди), первісно призначена для продажу м'яса яловичини.

## Історичні дані
М'ясний ринок існував тут ще з 1386 року. Місце було вигідним і зручним, бо було розташоване в центрі і надавало можливість контролю і швидкого втручання урядовців у конфліктних випадках. 
Споруда ринку стала замалою через значне зростання мешканців Гарлема. Для торгівців були створені додаткові намети прямо на площі, але м'ясо в них швидше псувалося, якщо не було вчасно придбане. Наприкінці 16 століття визріла необхідність побудови нового кам'яного приміщення для ринку. Муніципалітет придбав декілька приватних будинків на Гроте-Маркт в жовтні 1601 року. Замість них і створено сучасне приміщення на сорок торговельних місць. Проект створив архітектор Лівен де Кей (1560—1627). Вважається, що проектів було створено два, а урядовці обрали найпринадніший, нехай і дорожчий.
Лівен де Кей був родом з міста Гент, Фландрія, але працював на півночі Нідерландів. Серед його споруд — гімназія в місті Лейден, прихисток для вбогих (нині Музей Франса Галса) та фасад ратуші в місті Харлем. На призначення споруди вказівкою були рельєфи з головами биків на фасадах. Декоративність фасадів підкреслювали червона цегла і деталі вікон, фігурних фронтонів, створені з білого каменю. З кінця 1604 року новий ринок запрацював. Як м'ясний ринок споруда використовувалась до 1840 року. 
Зазвичай споруди з великою історією занепадають чи використовують не за первісним призначенням. Доля споруди м'ясного ринку була і типовою для історичних споруд, і вдалою. Будівлю не зруйнували і вона зберегла зовнішній вигляд. Але її функціональне призначення мінялося з постійним підвищенням використання. Спочатку це склад військового гарнізону у 1840-1884 рр., архів Гарлема, потім міська бібліотека. Споруда не була зруйнована і в роки Другої світової війни. В повоєнні роки муніципалітет призначив споруду під виставки. З 1950 року тут створено зали сучасного мистецтва музею Де-Галлен (De Hallen), філії Музею Франса Галса. 
Підвали споруди відреставровані та пристосовані для експозицій Археологічного музею, тобто будівлю використовують два різних музейні заклади.

## Археологічний музей в підвалах

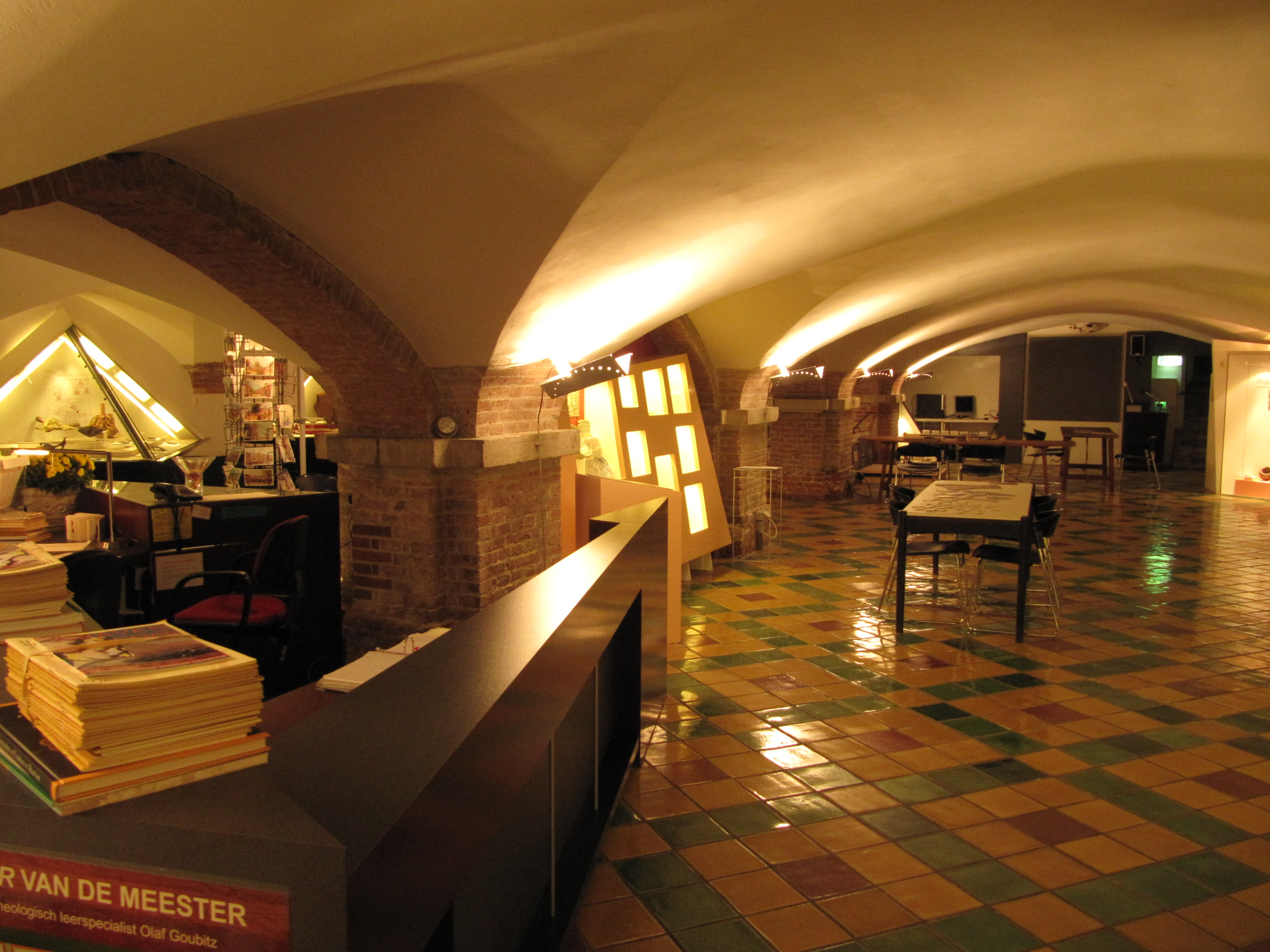

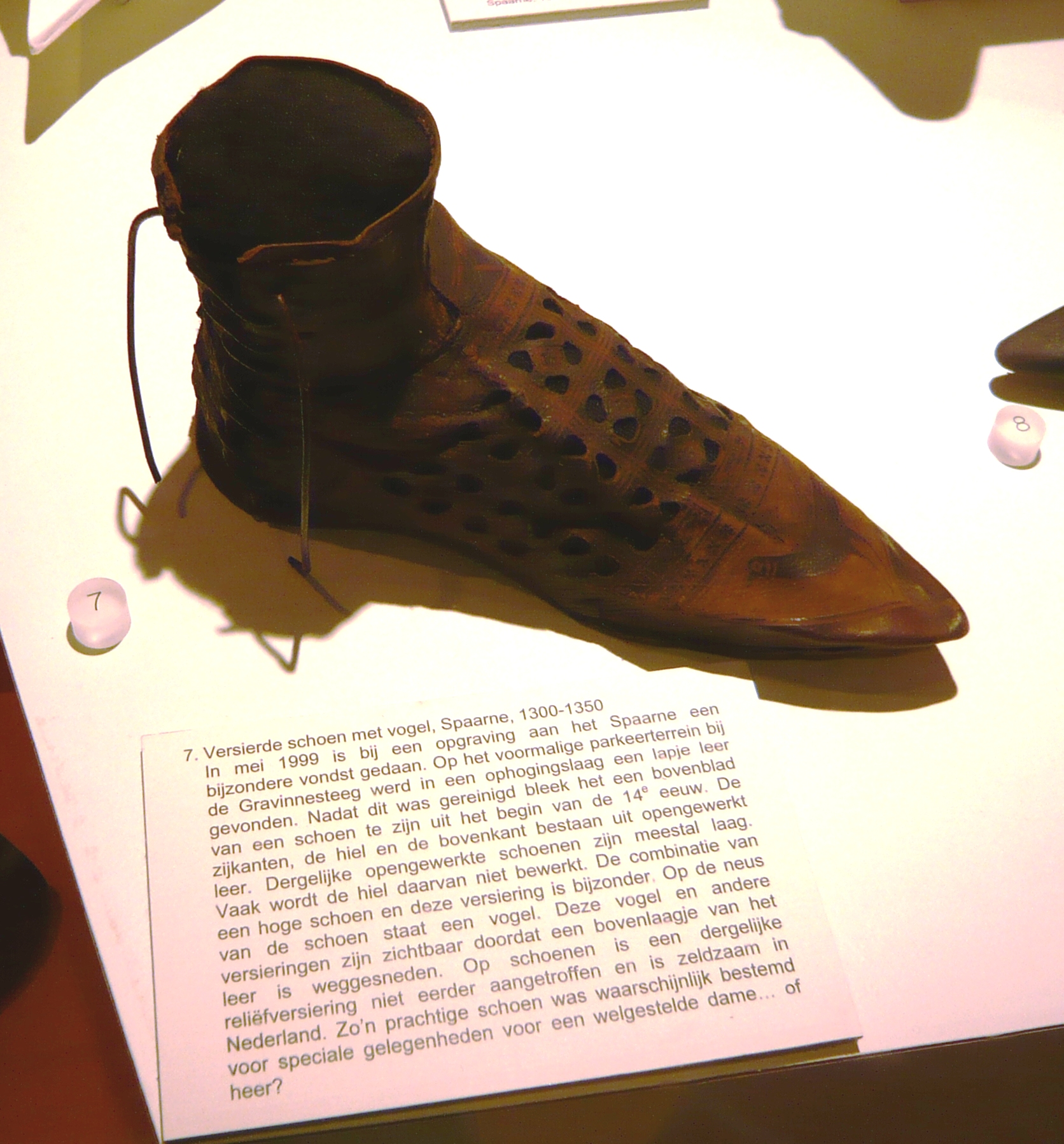
Зразок шкіряного черевика 12 століття
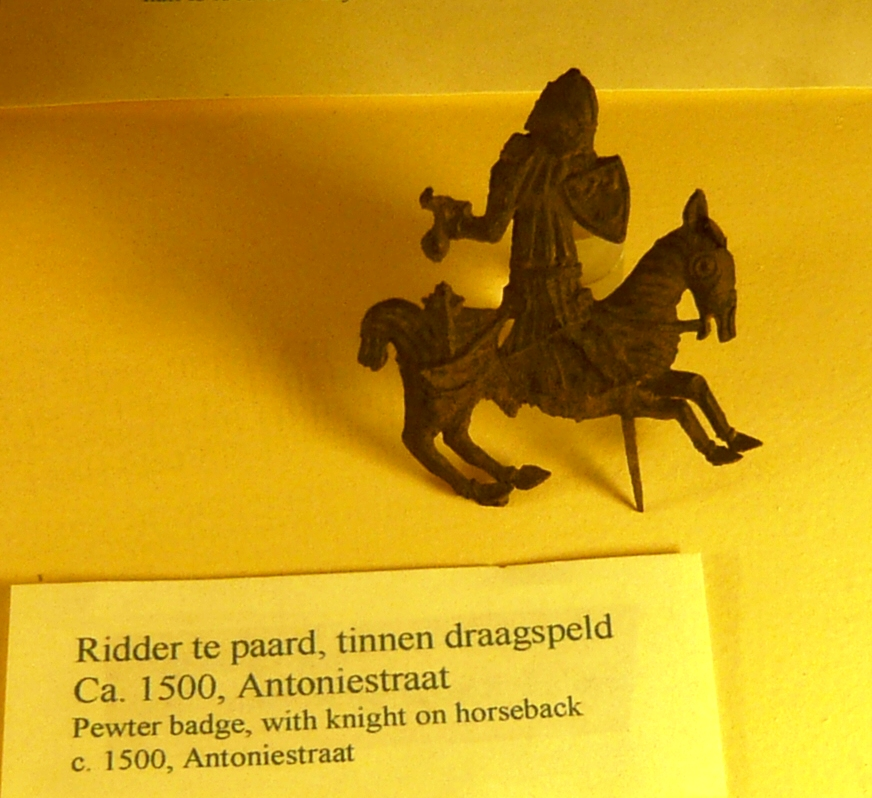
Прикраса з олова у вигляді вершника, 1500 р.
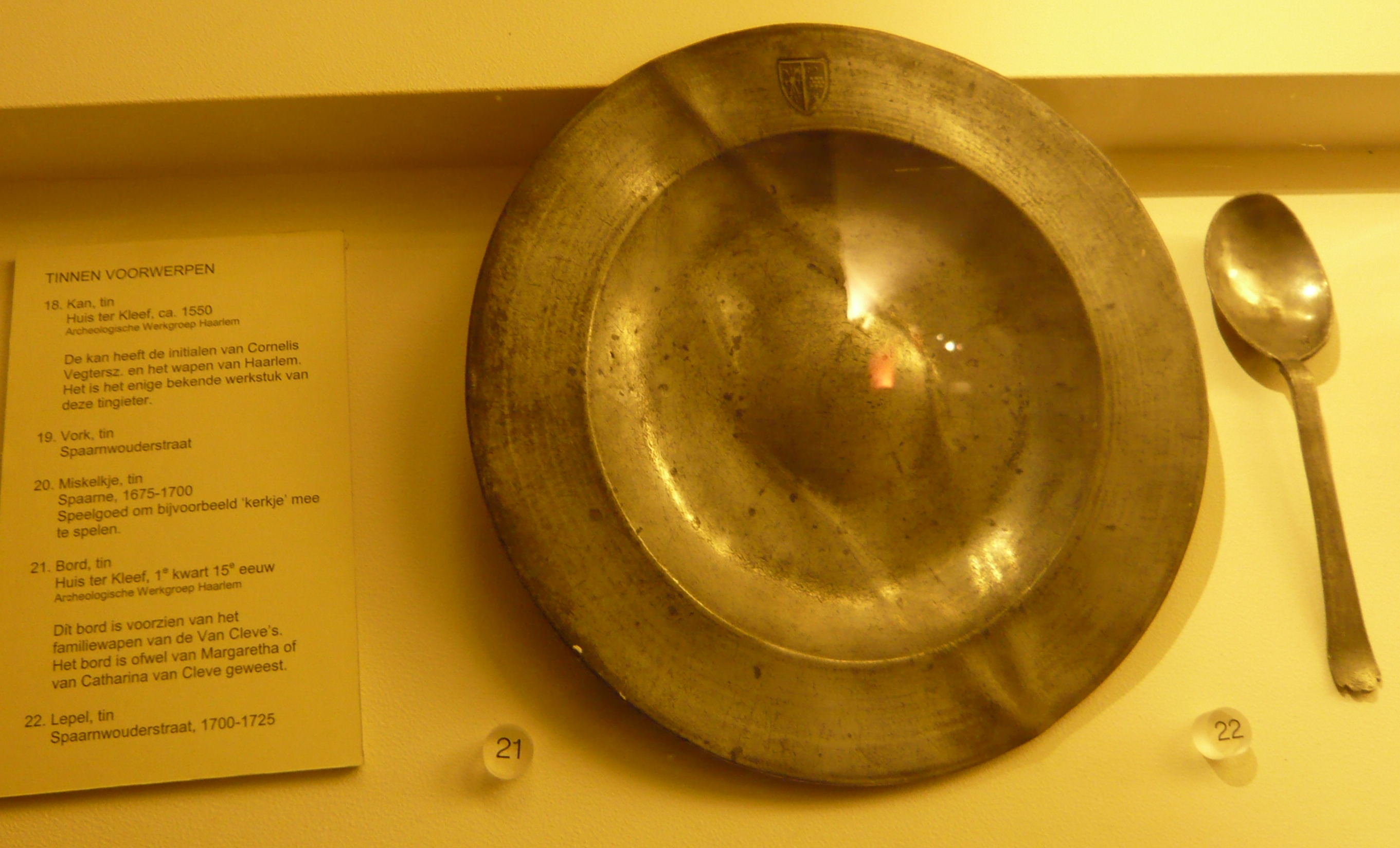
Таріль і ложка з розкопок замку Клеве з гербом родини Клеве
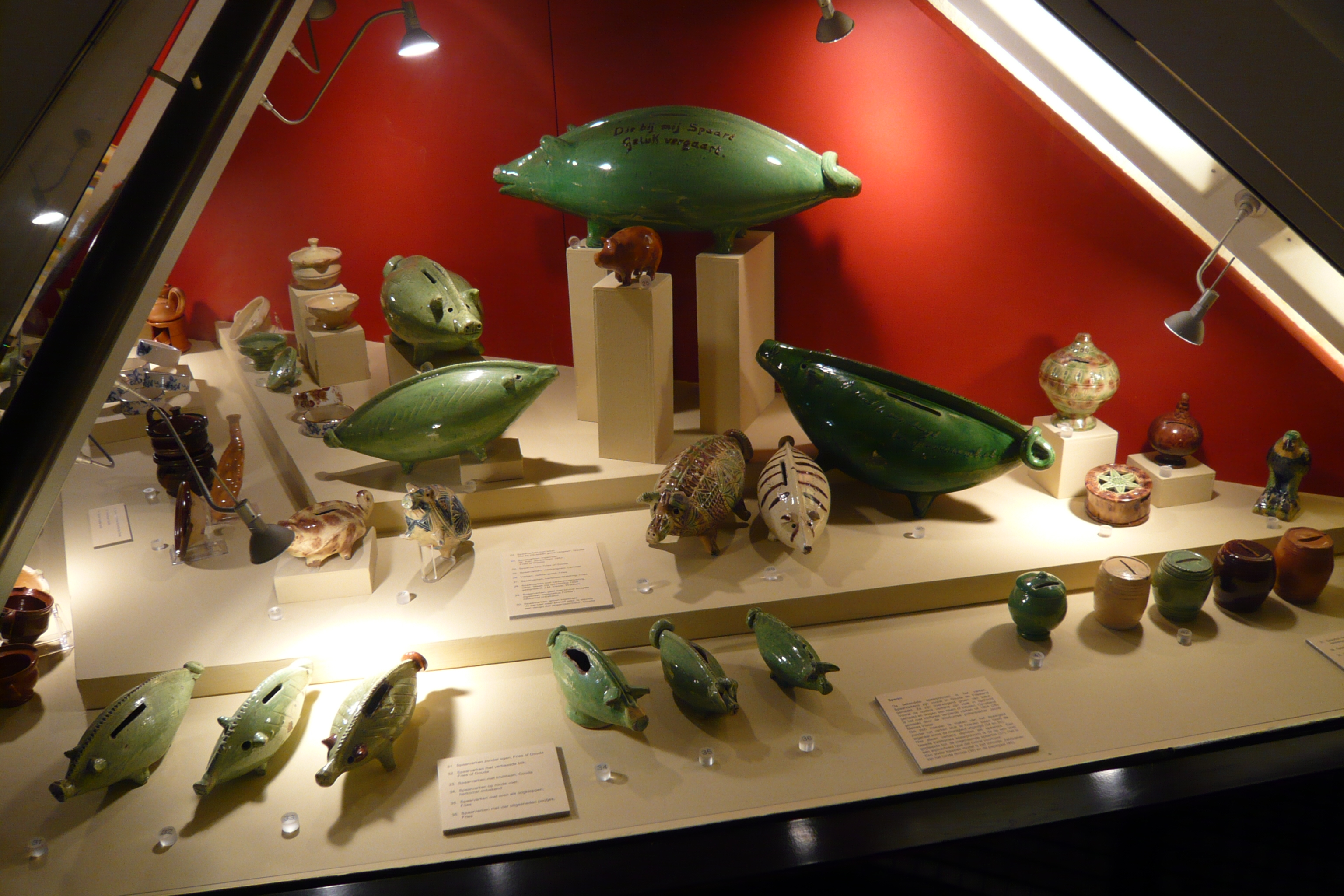
Керамічні вироби
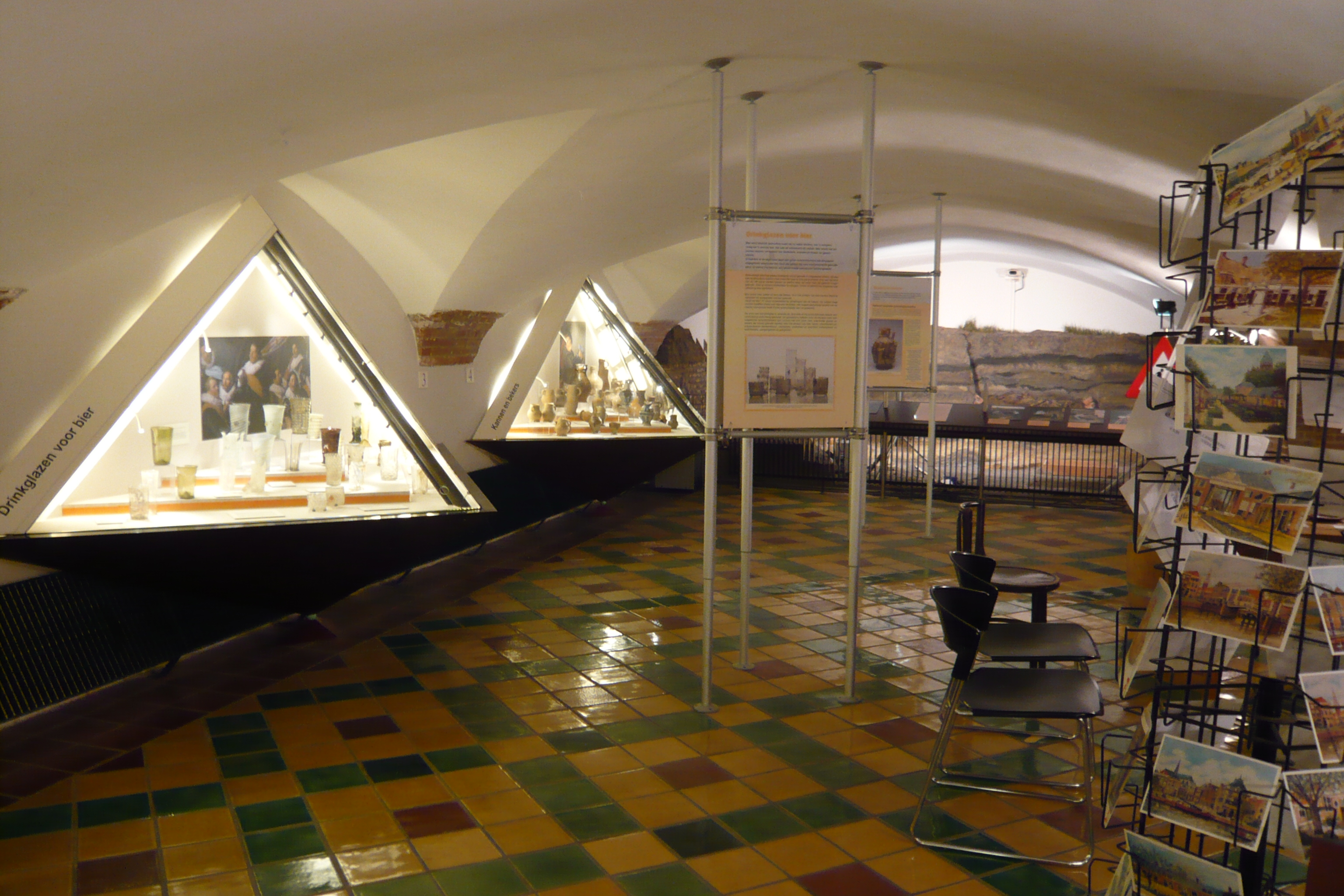
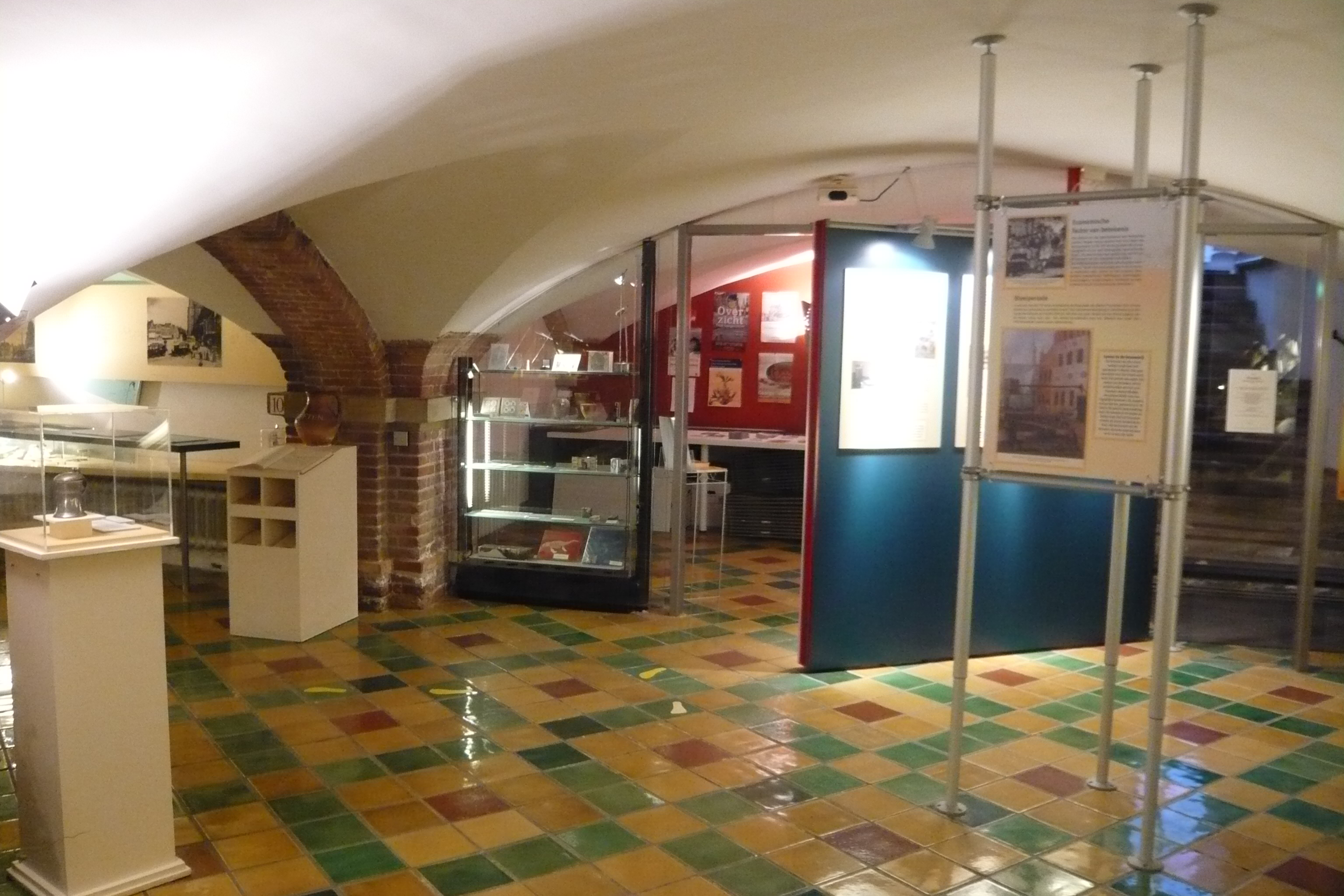